# كيث جاكسون
كيث جاكسون (بالإنجليزية: Keith Jackson)‏ هو مقدم برامج إذاعية ومذيع ومعلق رياضي أمريكي، ولد في 18 أكتوبر 1928 في روبفيل في الولايات المتحدة، وتوفي في 13 يناير 2018 في لوس أنجلوس في الولايات المتحدة.

## وصلات خارجية
- كيث جاكسون على موقع IMDb (الإنجليزية)